# Кредитні спілки на Буковині

## Передумови кооперативного руху на Буковині
Потреба в об'єднанні трудових, матеріальних і грошових засобів для мільйонів дрібних виробників країн Європи, звільнення з феодальної залежності демократичною революцією 1848 р., ставши особисто, юридично й економічно самостійними господарями, але при мінімальних земельних наділах, браку тяглової сили, матеріальних й грошових засобів, вони почали в ході здійснення аграрних перетворень об'єднувати свої зусилля для спільної взаємодопомоги. На цей шлях стало селянство багатонаціональної Австрії (з 1861 р. Австро — Угорщини), до складу якої входила Буковина (1774 р.). Хоча і з запізненням, значна частина буковинських незаможних і середньо заможних селян, запозичуючи західні зразки кооперації впродовж кількох десятиліть створила сітку різного виду спілок, чинячи опір лихварям.
Прийнятий 19 липня 1877 р. імперський закон проти лихварства, а в 1881 р. — анти лихварський закон для Галичини й Буковини фактично помітного значення не мали, бо лихварі їх обходили.

## Причини виникнення та розповсюдження кооперативного руху на Буковині
Технічна відсталість краю
Засилля лихварів
Третьою обставиною, яка мала певний вплив на зародження спілкового руху на селі, була аграрна криза, яка з середини 70-х років ХІХ ст. охопила ряд країн Європи, у тому числі й Австро-Угорщину. Це було зв'язано з великим напливом на європейський континент дешевого американського та канадського зерна і промисловою кризою, що почалася вслід за аграрною, падінням цін на зерно.
Кооперація в габсбургській монархії розвивалася на підставі австрійського законодавства, зокрема конституції 1867 р., у статті 12 якої декларувалося: «Австрійські громадяни мають право збиратися і створювати спілки (об'єднання). Здійснення цього права регулюється окремим законом»

## Перші прояви кооперативного руху
Однією з перших форм сільської кредитної кооперації на Буковині були т. зв. «шпихліри», запозичені із Галичини. Суть їх полягала в тому, що селяни, які мали зайве зерно, зсипали його в громадські зерносховища і використовували двояко: чи то видавали потребуючим селянам в кредит під певні відсотки, чи очікували коли ціни на зерно піднімуться і продавали його значно дорожче. На Буковині це був натуральний кредит. Найвідоміша з них була у с. Топорівці.
Першою на Буковині було створено ощадно-кредитну касу у 1889 р. у с. Раренче типу Райфанзена з ініціативи С. Смаль-Стоцького.Однак є повідомлення, що службовець телеграфу Іларій Окупевський, давно займається створенням кооперативних спілок. Одну з них заснував 28 років, а іншу — 20 років тому .
За повідомленням преси не пізніше 1887 р. було засновано касу в с. Берегомет .

## Законодавче оформлення
Отже, під спілковий рух було підведено законодавчу базу. Власті, які довгий час після революції 1848—1849 рр. завжди з підозрінням ставилися до будь-яких об'єднань, організацій простолюдинів, після усвідомлення мети спілок згодом почали сприймати їх позитивно. Питання про корисність і доцільність створення селянських спілок на Буковині почало обговорюватися в місцевій пресі десь з 60-х рр. ХІХ ст.
Кооперативний рух впродовж майже чверті століття був під переважаючим впливом народовців, які у всілякий спосіб пропагували серед селян ідею кооперації: на народних вічах, у брошурах, пресі, у сеймі.
Визначну роль у започаткуванні селянських спілок відіграло перше українське просвітницьке товариство «Руська бесіда», яке серед своїх завдань ставило й таке: «Закладати спілки рільничогосподарські і промислові крамниці, шпихліри, каси ощадности і каси позичкові» Дмитрія С. Певне значення у розгортанні спілкового руху на Буковині мав і живий, конкретний приклад Галичини .
Найвизначніший кооператор української Буковини С. Смаль-Стоцький був вихідцем з Галичини і підтримував тісні зв'язки з представниками галицької сільської кооперації. Про хід, успіхи, форми, керівників, проблеми галицької сільської кооперації систематично інформувала українська преса Буковини.
Потрібна була серйозна підтримка спілковому руху як у державно-правовому, так і фінансовому відношенні. За цю справу взявся український депутат крайового сейму С. Смаль-Стоцький, обраний 1892 р. до цього органу крайового самоврядування. С.Смаль-Стоцькому в черговий раз виступити у травні 1897 р. в сеймі з різкою критикою цього органу, який не хоче допомагати зубожілому селянству, всебічно обґрунтував необхідність організації для селян дешевого кредиту і сприяння їм в організації ощадно-кредитних кас системи Райфайзена. Тільки після цього сейм 17 січня 1898 р. ухвалив: з 1898 р. сприяти заснуванню кас системи Райфазена; організувати для них 4-процентний кредит за рахунок крайового фонду та місцевих «фондів убогих», які були при церквах у кожному селі; видавати допомогу на організацію кожної нової ощадно-кредитної каси 300 фл. (або 600 крон). Контроль за виконанням цього рішення, за використанням означених коштів покласти на виконавчий комітет (відділ) крайового сейму.
Крайовий комітет, який взяв під свій контроль спілковий рух, добився єдиних статутів для всіх «райфазенок», які стали організаційними засадами усіх спілок, насамперед ощадно-кредитних кас.
Основна кількість кас, отже, виникла у перші роки ХХ ст., особливо після створення крайових кооперативних об′єднань (союзів), що розгорнули активну пропагандистську і практичну діяльність зі створення спілок на селі.

## Розгортаннякоопераціїна Буковині
Основна кількість кас виникла у перші роки XX століття, особливо після створення крайових кооперативних об'єднань (союзів), що розгорнули активну пропагандиську і практичну діяльністьзі створення спілок на селі.
Через те, що Буковина була багатонаціональним краєм, тут поряд з українським виникали й каси представників інших національностей: румунські, німецькі, польські. Окремі каси засновували й москвофіли.
Станом на 1901 р. із 56 сільських райфайзенських кас румунські становили 29, українські — 22, німецькі — 5, у 1902 р. із 95 «райфайзенок» румунських було 53, українських — 34, німецьких — 8. У 1904 р. загальне число райфайзенок становило 202 приблизно з тим же співвідношенням за національністю їх членів. На початок 1905 р. кількість українських кас зросла до 92.
Певне уявлення про динаміку зростання кас за національною ознакою у 1887—1913 рр. можна мати з даних виявлених у процесі дослідження. За даними крайової статистичної служби, українських кас у 1908 р. було 149 (40 %) (у 1913 р. — 169), румунських — 156 (41 %), німецьких — 71 (19 %) (у 1912 р. — 82). Майже ¾ румунських кас знаходились у південній частині краю, решта — у північній. Із 50 німецьких кас (1904 р.) 35 (70 %) знаходились у південних повітах, решта — у північних.
Загалом за десять років (1899—1909) кількість кас на Буковині зросла більше, як у десять разів.
Найбільше членів було 1905 р. у великих селах і містечках: Кучурові Великому — 377, Вашківцях — н./Ч. — 290, Топорівцях — 277, Глибокій — 183 і т. д. і менше у селах невеликих чи віддалених від Чернівців, куди слабо доходила пропаганда спілкового руху, чи де селяни з недовірою ставилися до спілкового руху, вичікували: у Старих Мамаївцях — 42 особи, Брідку — 43, Хлівищі — 44, Витилівці і Старій Лашківці — 46, Куті- Баїнському — 47, Багні — 48, Вербівцях — 49, і т. д. у деяких селах приблизно таке ж число членів лишалося і через 5–6 років. Наприклад, у Чорногузах, де у 1910 р. на 1600 мешканців у касі перебувало тільки 49 чоловік. Але в окремих великих селах, як наприклад, у Розтоках з населенням 2,2 тис. чол. (1910 р.), у касах було мало членів, бо цих кас у означеному селі було у 1911 р. аж п′ять .

## Кредитні спілки на початку XX століття
Українські кооперативи на Буковині прагнули об'єднання під крилом власного краєвого осередку, яким у 1903 році стала їхня союзна організація в Чернівцях «Селянська каса». У 1912 році до «Селянської каси» належало 174 кооперативи серед яких були кредитові, споживчі, молочарські та інші. «Селянська каса» одночасно виконувала роль організаційного, ревізійного і фінансового центру для всіх кооперативів. При ній у жовтні 1906 року засновано краєву «Спілку», яка мала намір зосередити під своїм крилом торговельну кооперацію.
Слід зауважити, що у малих селах інколи неможливо було створити спілкову касу через незначне число бажаючих. Тому останні приставали до каси у сусідньому селі, але при зростанні числа членів у своєму селі могли відділитися і створити окрему касу.
Подекуди одна каса на кілька сіл створювалася з національних мотивів, зокрема у німецьких селян-колоністів. У ряді сіл зі змішаним населенням створювалось відповідно по кілька кас. Ощадно кредитні каси серед товариств Буковини стали домінуючими.
Однією зі складностей українського спілкового руху на Буковині була, як уже зазначалося, неугавна ідейна боротьба між народовцями і москвофілами, що переносилася і на сільську кооперацію, зокрема ощадно-кредитну.
Отже, в результаті агітаційної й організаційної діяльності активістів національних партій та угрупувань краю кількість ощадно-кредитних кас зростала. Ощадно-кредитні каси домінували серед інших об′єднань. Так, у 1912 р. серед 174 кооперативних спілок, що входили у українське крайове об'єднання «Селянська каса», 159 становили райфанзенські каси.
Проти створення селянських ощадно-кредитних кас виступали: лихварі, бо каси «збивали» їм лихварські проценти; деякі поміщики, бо вважали, що ці інституції послаблять фінансову залежність від них сільських трудівників; окремі священики, які вважали, що селяни частіше ходитимуть в касу, читальню, ніж у церкву.
Найбільш поширеним часом народження споживчих спілок в краю визнають період з 1904 року, коли за кілька років їхня чисельність сягнула 70 осередків. А у 1913 році число споживчих кооперативів зросло до 213.
З кожним роком удосконалювалися статути споживчих спілок, які змушені були відповідати нормам австрійського законодавства. Однак чимало з них вже тоді розвивалися у руслі правдивих кооперативних стосунків.
Отже, сільська ощадно-кредитна кооперація на Буковині пройшла за чверть століття значний шлях — від перших примітивних слабо організованих утворень до досить чітко структурованих масових кооперативних спілок, що об′єднували не менше половини усіх сільських трудівників краю. За цей час по всіх напрямках її діяльності відбулися суттєві зрушення у бік зростання. В десятки раз зросла кількість сільських ощадно-кредитних кас і їх членів. Особливо інтенсивним був цей ріст на рубежі ХІХ — ХХ ст.